# Lijst van nummer 1-hits in Schotland in 2019
Deze hits stonden in 2019 op nummer 1 in de Schotse Single Top 100, de bekendste hitlijst in Schotland.
| Datum        | Artiest                                   | Titel                  |
| ------------ | ----------------------------------------- | ---------------------- |
| 4 januari    | Ava Max                                   | Sweet but psycho       |
| 11 januari   | Ava Max                                   | Sweet but psycho       |
| 18 januari   | Ava Max                                   | Sweet but psycho       |
| 25 januari   | Ariana Grande                             | 7 rings                |
| 1 februari   | Calvin Harris & Rag'n'Bone Man            | Giant                  |
| 8 februari   | Calvin Harris & Rag'n'Bone Man            | Giant                  |
| 15 februari  | Lewis Capaldi                             | Someone you loved      |
| 22 februari  | Lewis Capaldi                             | Someone you loved      |
| 1 maart      | Lewis Capaldi                             | Someone you loved      |
| 8 maart      | Lewis Capaldi                             | Someone you loved      |
| 15 maart     | Lewis Capaldi                             | Someone you loved      |
| 22 maart     | Lewis Capaldi                             | Someone you loved      |
| 29 maart     | Lewis Capaldi                             | Someone you loved      |
| 5 april      | Lewis Capaldi                             | Someone you loved      |
| 12 april     | Lewis Capaldi                             | Someone you loved      |
| 19 april     | Lewis Capaldi                             | Someone you loved      |
| 26 april     | Lewis Capaldi                             | Someone you loved      |
| 3 mei        | Taylor Swift & Brendon Urie               | Me!                    |
| 10 mei       | Lewis Capaldi                             | Hold me while you wait |
| 17 mei       | Ed Sheeran & Justin Bieber                | I don't care           |
| 24 mei       | Ed Sheeran & Justin Bieber                | I don't care           |
| 31 mei       | Ed Sheeran & Justin Bieber                | I don't care           |
| 7 juni       | Ed Sheeran & Justin Bieber                | I don't care           |
| 14 juni      | Liam Gallagher                            | Shockwave              |
| 21 juni      | Taylor Swift                              | You need to calm down  |
| 28 juni      | Gerry Cinnamon                            | Canter                 |
| 5 juli       | Lil Nas X                                 | Old town road          |
| 12 juli      | Shawn Mendes & Camila Cabello             | Señorita               |
| 19 juli      | Shawn Mendes & Camila Cabello             | Señorita               |
| 26 juli      | Shawn Mendes & Camila Cabello             | Señorita               |
| 2 augustus   | Shawn Mendes & Camila Cabello             | Señorita               |
| 9 augustus   | Kygo & Whitney Houston                    | Higher love            |
| 16 augustus  | Kygo & Whitney Houston                    | Higher love            |
| 23 augustus  | Kygo & Whitney Houston                    | Higher love            |
| 30 augustus  | Kygo & Whitney Houston                    | Higher love            |
| 6 september  | Kygo & Whitney Houston                    | Higher love            |
| 13 september | Kygo & Whitney Houston                    | Higher love            |
| 20 september | Ariana Grande, Miley Cyrus & Lana Del Rey | Don't call me angel    |
| 27 september | The Script                                | The last time          |
| 4 oktober    | Tones and I                               | Dance monkey           |
| 11 oktober   | Tones and I                               | Dance monkey           |
| 18 oktober   | Tones and I                               | Dance monkey           |
| 25 oktober   | Tones and I                               | Dance monkey           |
| 1 november   | Tones and I                               | Dance monkey           |
| 8 november   | Tones and I                               | Dance monkey           |
| 15 november  | Tones and I                               | Dance monkey           |
| 22 november  | Lewis Capaldi                             | Before you go          |
| 29 november  | Lewis Capaldi                             | Before you go          |
| 6 december   | Lewis Capaldi                             | Before you go          |
| 13 december  | Tones and I                               | Dance monkey           |
| 20 december  | LadBaby                                   | I love sausage rolls   |
| 27 december  | Tones and I                               | Dance monkey           |